# Sacy (Yonne)
Sacy korábbi község (település) Franciaországban, Saône-et-Loire megyében. 2016. január 1-jén a korábbi Vermenton községgel egyesült és az azonos nevű Vermenton új község része lett.
Lakosainak száma 169 fő (2018. január 1.). Sacy Lichères-près-Aigremont, Lucy-sur-Cure, Joux-la-Ville, Nitry és Vermenton községekkel határos.

## Népesség
A település népessége az elmúlt években az alábbi módon változott:
| Lakosok száma | 258  | 236  | 219  | 197  | 169  | 208  | 189  | 184  | 173  | 169  |
|               | 1962 | 1968 | 1975 | 1982 | 1990 | 2008 | 2013 | 2015 | 2017 | 2018 |